# Équipe de Hongrie masculine de handball
Cet article traite de l'équipe masculine. Pour l'équipe féminine, voir Équipe de Hongrie féminine de handball.
Maillots
Dernière mise à jour : 26 janvier 2024.

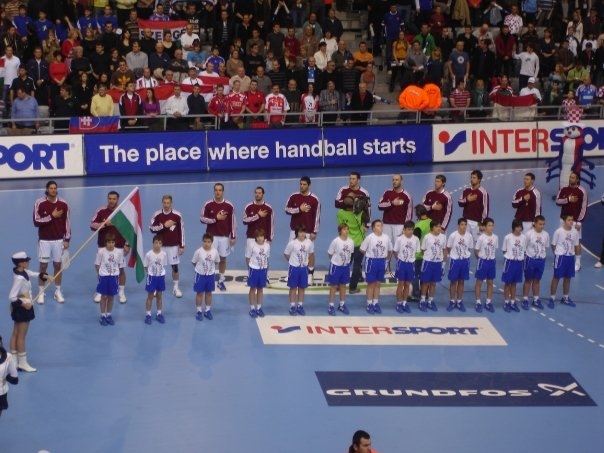
La Hongrie lors du Mondial 2009

L'équipe de Hongrie masculine de handball représente la Fédération hongroise de handball lors des compétitions internationales, notamment aux Jeux olympiques et aux championnats du monde.

## Palmarès
Championnat du monde
- (1986)

Autres compétitions
 Jeux olympiques Handball à onze (plein air)
- 4e place aux Jeux olympiques de 1936 de Berlin,  Allemagne

## Parcours en compétitions internationales
| Édition | Tour                   | Rang         | J            | V            | N            | D            | BP           | BC           | Diff         |
| ------- | ---------------------- | ------------ | ------------ | ------------ | ------------ | ------------ | ------------ | ------------ | ------------ |
| 1972    | Phase de poules        | 8e/16        | 6            | 2            | 0            | 4            | 110          | 101          | 9            |
| 1976    | Phase de poules        | 6e/12        | 5            | 2            | 0            | 3            | 111          | 103          | 8            |
| 1980    | Match pour la 3e place | 4e/12        | 6            | 3            | 2            | 1            | 114          | 108          | 6            |
| 1984    | non qualifié           | non qualifié | non qualifié | non qualifié | non qualifié | non qualifié | non qualifié | non qualifié | non qualifié |
| 1988    | Match pour la 3e place | 4e/12        | 6            | 3            | 0            | 3            | 125          | 120          | 5            |
| 1992    | Phase de poules        | 7e/12        | 6            | 3            | 0            | 3            | 125          | 127          | -2           |
| 1996    | non qualifié           | non qualifié | non qualifié | non qualifié | non qualifié | non qualifié | non qualifié | non qualifié | non qualifié |
| 2000    | non qualifié           | non qualifié | non qualifié | non qualifié | non qualifié | non qualifié | non qualifié | non qualifié | non qualifié |
| 2004    | Match pour la 3e place | 4e/12        | 8            | 5            | 0            | 3            | 219          | 210          | 9            |
| 2008    | non qualifié           | non qualifié | non qualifié | non qualifié | non qualifié | non qualifié | non qualifié | non qualifié | non qualifié |
| 2012    | Match pour la 3e place | 4e/12        | 8            | 3            | 0            | 5            | 200          | 221          | -21          |
| 2016    | non qualifié           | non qualifié | non qualifié | non qualifié | non qualifié | non qualifié | non qualifié | non qualifié | non qualifié |
| 2020    | non qualifié           | non qualifié | non qualifié | non qualifié | non qualifié | non qualifié | non qualifié | non qualifié | non qualifié |
| 2024    | qualifié               | qualifié     | qualifié     | qualifié     | qualifié     | qualifié     | qualifié     | qualifié     | qualifié     |
| Total   | 7 / 13                 | 0 titres     | 50           | 22           | 2            | 26           | 1029         | 1054         | -25          |

| Édition | Tour                     | Rang         | J            | V            | N            | D            | BP           | BC           | Diff         |
| ------- | ------------------------ | ------------ | ------------ | ------------ | ------------ | ------------ | ------------ | ------------ | ------------ |
| 1938    | non qualifié             | non qualifié | non qualifié | non qualifié | non qualifié | non qualifié | non qualifié | non qualifié | non qualifié |
| 1954    | non qualifié             | non qualifié | non qualifié | non qualifié | non qualifié | non qualifié | non qualifié | non qualifié | non qualifié |
| 1958    | Match pour la 7e place   | 7e/16        | 6            | 2            | 1            | 3            | 106          | 109          | -3           |
| 1961    | non qualifié             | non qualifié | non qualifié | non qualifié | non qualifié | non qualifié | non qualifié | non qualifié | non qualifié |
| 1964    | Match pour la 7e place   | 8e/16        | 6            | 3            | 0            | 3            | 93           | 90           | 3            |
| 1967    | Match pour la 7e place   | 8e/16        | 6            | 2            | 0            | 4            | 126          | 130          | -4           |
| 1970    | Match pour la 7e place   | 8e/16        | 6            | 3            | 0            | 3            | 95           | 84           | 11           |
| 1974    | Match pour la 7e place   | 7e/16        | 6            | 3            | 0            | 3            | 114          | 95           | 19           |
| 1978    | Poule de classement 9-12 | 9e/16        | 6            | 4            | 1            | 1            | 137          | 117          | 20           |
| 1982    | Match pour la 9e place   | 9e/16        | 7            | 2            | 4            | 1            | 152          | 141          | 11           |
| 1986    | Finale                   | /16          | 7            | 6            | 0            | 1            | 167          | 151          | 16           |
| 1990    | Match pour la 5e place   | 6e/16        | 7            | 4            | 1            | 2            | 151          | 147          | 4            |
| 1993    | Match pour la 11e place  | 11e/16       | 7            | 2            | 0            | 5            | 166          | 161          | 5            |
| 1995    | Tour préliminaire        | 17e/24       | 5            | 1            | 0            | 4            | 119          | 121          | -2           |
| 1997    | Match pour la 3e place   | 4e/24        | 9            | 6            | 0            | 3            | 220          | 207          | 13           |
| 1999    | Huitièmes de finale      | 11e/24       | 6            | 3            | 0            | 3            | 157          | 136          | 21           |
| 2001    | non qualifié             | non qualifié | non qualifié | non qualifié | non qualifié | non qualifié | non qualifié | non qualifié | non qualifié |
| 2003    | Match pour la 5e place   | 6e/24        | 9            | 4            | 0            | 5            | 273          | 259          | 14           |
| 2005    | non qualifié             | non qualifié | non qualifié | non qualifié | non qualifié | non qualifié | non qualifié | non qualifié | non qualifié |
| 2007    | Match pour la 9e place   | 9e/24        | 8            | 5            | 0            | 3            | 225          | 224          | 1            |
| 2009    | Match pour la 5e place   | 6e/24        | 9            | 5            | 1            | 3            | 254          | 227          | 27           |
| 2011    | Match pour la 7e place   | 7e/24        | 9            | 6            | 0            | 3            | 254          | 243          | 11           |
| 2013    | Quarts de finale         | 8e/24        | 7            | 4            | 0            | 3            | 200          | 167          | 33           |
| 2015    | non qualifié             | non qualifié | non qualifié | non qualifié | non qualifié | non qualifié | non qualifié | non qualifié | non qualifié |
| 2017    | Match pour la 7e place   | 7e/24        | 7            | 3            | 0            | 4            | 202          | 194          | 8            |
| / 2019  | Tour principal           | 10e/24       | 8            | 3            | 2            | 3            | 225          | 219          | 6            |
| 2021    | Quarts de finale         | 5e/32        | 7            | 5            | 0            | 2            | 226          | 193          | 33           |
| / 2023  | Match pour la 7e place   | 8e/32        | 9            | 4            | 0            | 5            | 266          | 283          | -17          |
| / 2025  | Quarts de finale         | 8e/32        | 7            | 4            | 1            | 2            | 216          | 194          | 22           |
| Total   | 23 / 29                  | 0 titre      | 164          | 84           | 11           | 69           | 4144         | 3892         | 252          |

| Édition | Tour                   | Rang         | J            | V            | N            | D            | BP           | BC           | Diff         |
| ------- | ---------------------- | ------------ | ------------ | ------------ | ------------ | ------------ | ------------ | ------------ | ------------ |
| 1994    | Match pour la 7e place | 7e/12        | 6            | 3            | 0            | 3            | 128          | 131          | -3           |
| 1996    | Match pour la 9e place | 10e/12       | 6            | 1            | 1            | 4            | 144          | 158          | -14          |
| 1998    | Match pour la 5e place | 6e/12        | 6            | 3            | 0            | 3            | 145          | 154          | -9           |
| 2000    | non qualifié           | non qualifié | non qualifié | non qualifié | non qualifié | non qualifié | non qualifié | non qualifié | non qualifié |
| 2002    | non qualifié           | non qualifié | non qualifié | non qualifié | non qualifié | non qualifié | non qualifié | non qualifié | non qualifié |
| 2004    | Tour principal         | 9e/16        | 6            | 2            | 2            | 2            | 164          | 169          | -5           |
| 2006    | Phase de groupe        | 13e/16       | 3            | 1            | 0            | 2            | 84           | 89           | -5           |
| 2008    | Tour principal         | 8e/16        | 6            | 3            | 1            | 2            | 176          | 173          | 3            |
| 2010    | Phase de groupe        | 14e/16       | 3            | 0            | 1            | 2            | 80           | 96           | -16          |
| 2012    | Tour principal         | 8e/16        | 6            | 1            | 3            | 2            | 156          | 161          | -5           |
| 2014    | Tour principal         | 8e/16        | 6            | 1            | 2            | 3            | 159          | 165          | -6           |
| 2016    | Tour principal         | 12e/16       | 6            | 1            | 0            | 5            | 142          | 166          | -24          |
| 2018    | Phase de groupe        | 14e/16       | 3            | 0            | 0            | 3            | 77           | 92           | -15          |
| / 2020  | Tour principal         | 9e/24        | 7            | 3            | 1            | 3            | 176          | 189          | -13          |
| / 2022  | Tour préliminaire      | 15e/24       | 3            | 1            | 0            | 2            | 89           | 92           | -3           |
| 2024    | Match pour la 5e place | 5e/24        | 8            | 5            | 0            | 3            | 228          | 224          | 4            |
| Total   | 14 / 16                | 0 titre      | 75           | 25           | 11           | 39           | 1948         | 2059         | -111         |

## Effectif

### Effectif actuel
L'effectif de l'équipe Jeux olympiques de 2024 est :

## Anciens joueurs célèbres
- Attila Borsos
- Ivo Díaz ()
- Nikola Eklemovics
- József Éles
- Nándor Fazekas
- Péter Gulyás
- Ferenc Ilyés
- Péter Kovács
- Lajos Mocsai
- Carlos Pérez ()
- Antal Újváry

## Statistiques individuelles
| #                                                       | Joueur          | Sél. | Buts | Période(s)            |
| ------------------------------------------------------- | --------------- | ---- | ---- | --------------------- |
| 1                                                       | Péter Kovács    | 323  | 1797 | 1973-1988, 1994-1995  |
| 2                                                       | János Szathmári | 302  | 2    | 1988-2004, 2007, 2012 |
| 3                                                       | Béla Bartalos   | 288  | 2    | 1970-1984             |
| 4                                                       | Gergő Iváncsik  | 270  | 696  | 2000-2017             |
| 5                                                       | Gábor Császár   | 247  | 845  | 2004-2019             |
| 6                                                       | Roland Mikler   | 247  | 1    | 2004-                 |
| 7                                                       | Nándor Fazekas  | 238  | 1    | 1998-2012, 2016-2017  |
| 8                                                       | Ferenc Ilyés    | 229  | 502  | 2003-2016, 2018-2019  |
| 9                                                       | József Kenyeres | 224  | 496  | 1974-1986             |
| 10                                                      | István Pásztor  | 215  | 830  | 1992-1994, 1996-2004  |
| 11                                                      | István Szilágyi | 214  | 541  | 1972-1983             |
| 12                                                      | László Szabó    | 211  | 374  | 1976-1988             |
| 13                                                      | Szabolcs Zubai  | 211  | 308  | 2004-2017             |
| 14                                                      | László Nagy     | 209  | 749  | 1999-2009, 2012-2019  |
| Les joueurs toujours en activité sont surlignés en bleu |                 |      |      |                       |

| #                                      | Joueur          | Buts | Sél. | Moy. |
| -------------------------------------- | --------------- | ---- | ---- | ---- |
| 1                                      | Péter Kovács    | 1797 | 323  | 5,56 |
| 2                                      | Gábor Császár   | 845  | 247  | 3,42 |
| 3                                      | István Pásztor  | 830  | 215  | 3,86 |
| 4                                      | József Éles     | 828  | 179  | 4,62 |
| 5                                      | László Nagy     | 749  | 209  | 3,58 |
| 6                                      | László Marosi   | 710  | 171  | 4,15 |
| 7                                      | Gergő Iváncsik  | 696  | 270  | 2,58 |
| 8                                      | János Gyurka    | 662  | 191  | 3,47 |
| 9                                      | Mihály Iváncsik | 623  | 169  | 3,69 |
| 10                                     | Máté Lékai      | 561  | 187  | 3,00 |
| 11                                     | István Szilágyi | 541  | 214  | 2,53 |
| 12                                     | Zsolt Kontra    | 523  | 198  | 2,64 |
| 13                                     | László Sótonyi  | 518  | 190  | 2,73 |
| 14                                     | Ferenc Ilyés    | 502  | 229  | 2,19 |
| Dernière mise à jour : 6 novembre 2024 |                 |      |      |      |

## Sélectionneurs
| Période   | Sélectionneur     |
| --------- | ----------------- |
| 1958      | Sándor Cséfay     |
| 1959-1961 | István Hetey      |
| 1962-1964 | Árpád Csicsmányi  |
| 1964-1973 | Miklós Albrecht   |
| 1973-1982 | Mihály Faludi     |
| 1982-1985 | László Kovács     |
| 1986-1988 | Lajos Mocsai      |
| 1989-1990 | János Csík        |
| 1991-1992 | Attila Joósz      |
| 1992-1993 | László Kovács (2) |
| 1993-1995 | Sándor Kaló       |
| 1995-1996 | Árpád Kővári      |

| Période          | Sélectionneur       |
| ---------------- | ------------------- |
| 1997-1999        | Sándor Vass         |
| 1999-2001        | János Hajdu         |
| 2001-2008        | László Skaliczki    |
| 2008-2009        | János Hajdu (2)     |
| 2009-2010        | István Csoknyai     |
| 2010-2014        | Lajos Mocsai (2)    |
| 2014-03/2016     | Talant Dujshebaev   |
| 03/2016-06/2017  | Xavier Sabaté       |
| 06/2017-11/2018  | Ljubomir Vranjes    |
| 11/2018-7/2019   | István Csoknyai (2) |
| 07/2019-02/2022  | István Gulyás       |
| depuis mars 2022 | Chema Rodríguez     |

## Confrontations contre la France
| Date        | Source            | Rencontres | Victoires | Nuls | Défaites | Buts pour | Buts contre | Différence |
| ----------- | ----------------- | ---------- | --------- | ---- | -------- | --------- | ----------- | ---------- |
| 4 août 2024 | kezitortenelem.hu | 41         | 20        | 3    | 18       | 968       | 988         | -20        |
| 4 août 2024 | FFHB              | 46         | 20        | 4    | 22       | ??        | ??          | ??         |